# Sierra de Tejeda
La sierra de Tejeda es una formación montañosa perteneciente a la cordillera Penibética que se encuentra a caballo entre las provincias de Granada y Málaga (España). Junto con las sierras de Almijara y de la comarca de Alhama constituye un mazcizo calizo que hace de frontera física entre ambas provincias, separando la Depresión de Granada de la Axarquía y juntas albergan el parque natural de las Sierras de Tejeda, Almijara y Alhama.
La sierra de Tejeda se extiende en dirección oeste-este, a través de un paisaje escarpado que tiene su cumbre en el pico de La Maroma, Málaga, de 2066 m s. n. m. Su nombre proviene de lo abundantes que eran los tejos en el pasado, de los que hoy solo queda una tejeda, la más meridional de la península ibérica. Entre la fauna se pueden ver el águila real y la perdicera, así como a la cabra montés, que tiene en el parque una de las familias más numerosas del país.

## Orografía
En esta sierra, el paisaje ofrece un abrupto y escarpado relieve con grandes y pronunciadas laderas, alternadas con sus características crestas en diversas hileras que delimitando valles y profundos barrancos se van desarrollando perpendicularmente a la línea de costa.

## Flora
Hay que señalar, que el nombre de Sierra Tejeda se debe a una especie de árbol, el tejo, que años atrás predominaba en la sierra, quedando ya tan solo unos ejemplares en las zonas más altas. En este parque natural destaca sobre todo especies como el pino, la sabina rastrera, el enebro, el roble melojo, el robledo, el quejigo, la encina, el acebuche, el alcornoque, matas espinosas, matorral y plantas aromáticas como el tomillo. Esta vegetación se ha visto en peligro por la acción del hombre, debido fundamentalmente al pastoreo, tala e incendios forestales.

### Reforestación
Dado el retroceso y desaparición del tejo (Taxus baccata) en Andalucía se han realizado acciones para la recuperación de tejedas repoblando distintas zonas del parque natural de Tejeda y Almijara. El tejo es un árbol de la familia de las taxáceas cuya antigüedad puede remontarse a un millón de años. De crecimiento muy lento, puede alcanzar una altura máxima de 15 metros. Se puede encontrar en alturas comprendidas entre los 500 y 1800 metros, aunque podemos encontrarlo a los 2100 metros, preferentemente en suelos calizos situados en zonas húmedas y umbrías. 
Para ello se realizan distintos trabajos como cerramiento de parcelas, reforestación con implantación vegetal y regeneración natural con protección de árboles existentes. El primero de ellos obedece a la necesidad de excluir determinadas zonas a los herbívoros. Dicho cerramiento se efectua mediante una malla metálica con las dimensiones suficientes para permitir el paso de los herbívoros más pequeños. Para la recuperación vegetal de la parcela se procede a la implantación artificial de especies deseadas, así como a su distribución regular. Con ello se pretende impedir que al no haber rumiantes el terreno quede invadido por especies arbustivas y arbóreas como arces, guillomos, rosales, mostajos, tejo, arce de Granada, ponassa, quejigo, mostajo, durillo y cerezo. Dadas las condiciones topográficas de los terrenos estas actuaciones se realizan mano a mano, bien con herramientas manuales, bien con azadas mecánicas.

## Fauna

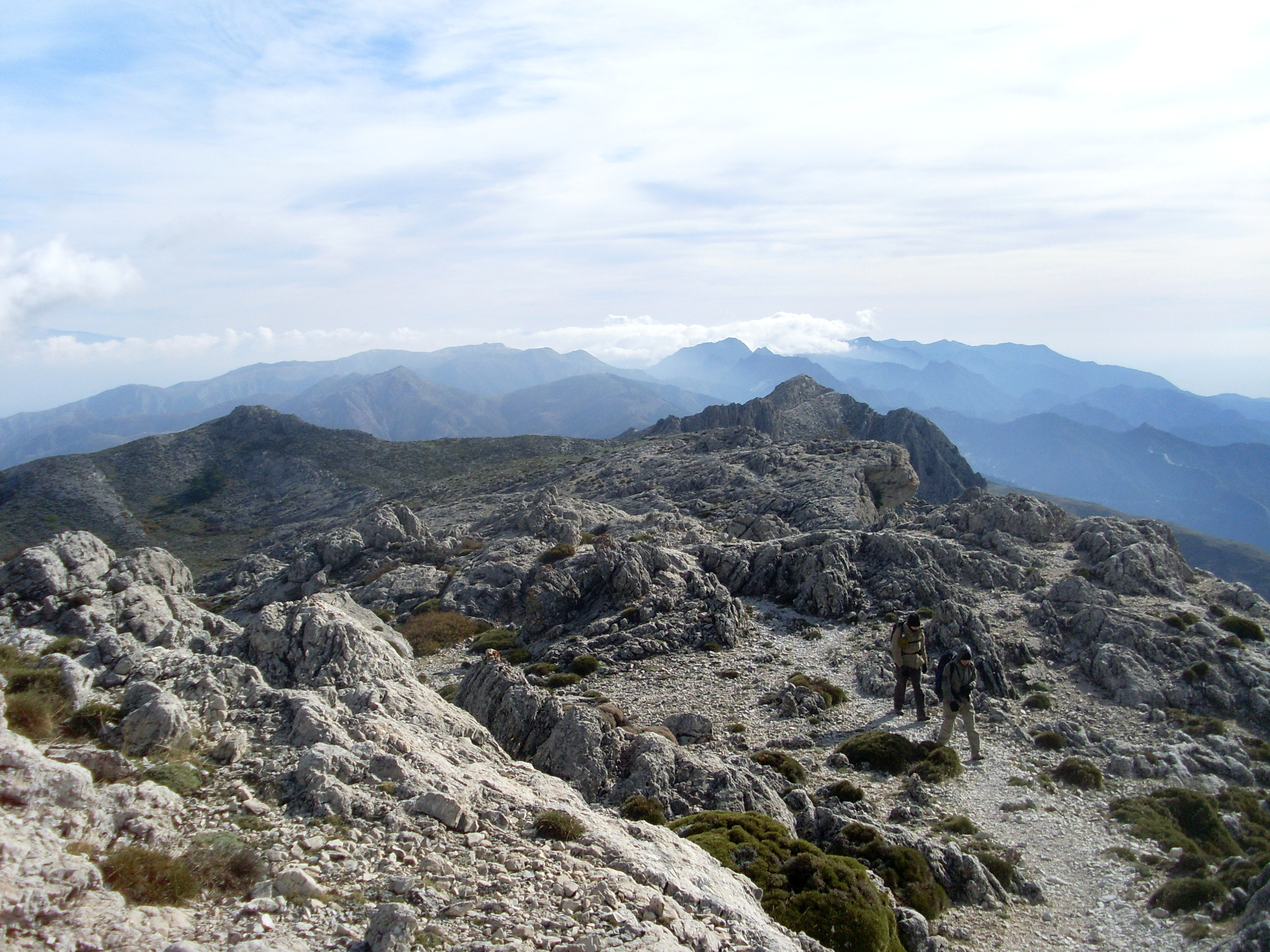
Sendero que conduce a la Maroma

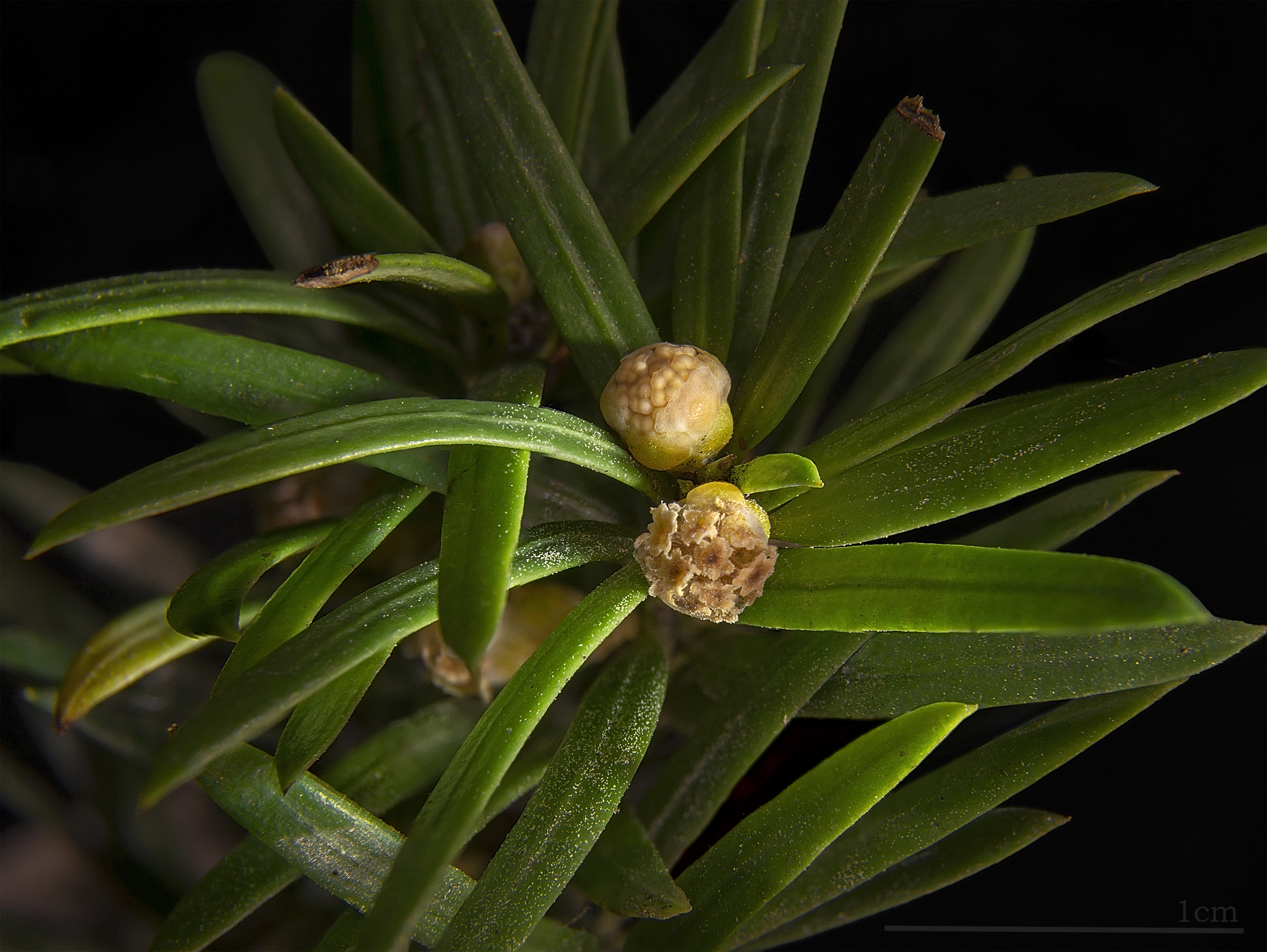
Flores del árbol Tejo

Debido a la diversidad de hábitat que generan sus especiales caracteres geológicos, orográficos y climáticos, esta sierra junto a las sierras Almijara y Alhama, se declararon Zona de especial protección para las aves (ZEPA), siguiendo las directivas de la Unión Europea, igualmente fueron incluidas en la Red de espacios naturales de Andalucía bajo la figura de parque natural. Destaca sin duda la población de grandes águilas que por su carácter diurno son fáciles de ver. 
También se pueden observar aves menores pero no menos importantes como las collalbas, los roqueros rojo y solitario, el treparriscos en época invernal y otros muchos, constatan la singular relevancia de estas montañas. 
La ardilla llegó a la sierra de Tejeda de forma natural y que se ha convertido en un complemento trófico que sustituye las capturas de conejos cuando estos, por causas de enfermedades en cuya transmisión tiene gran influencia la actuación del hombre, se han hecho más difíciles por escasas. Pero la fauna, los equilibrios biológicos, no dependen tan solo de estas especies. Otros más anónimos y desapercibidos pero igualmente destacables son los reptiles, los anfibios, los insectos y los murciélagos. 

### Anfibios
Los hábitats más ricos en poblaciones de anfibios están en la vertiente norte de Sierra Tejeda, en un área bastante llana situada en el sector Robledales – Alcaicería. En esta área existe una antigua laguna, semiartificial, denominada los Nacimientos de Parrica, en la que se produce la mayor parte de las poblaciones de anfibios de este sector de la sierra. El uso para riego de las aguas de esta laguna hace que en los últimos años su volumen haya sufrido notables oscilaciones.
Las poblaciones de anfibios en cualquier caso son escasas presentando una localización dispersa excepto para Pelobates cultripes, Pelodytes punctatus y Hyla meridionalis que presentan poblaciones concentradas. Localmente solo las poblaciones de Rana perezi y Alytes dickhilleni presentan densidades de población abundantes mientras que el resto de anfibios presentan poblaciones con un número escaso de ejemplares en muchos casos. Las especies mejor distribuidas por toda el área son Alytes dickhilleni, Discoglossus jeanneae y R. perezi. Al ser, en su mayoría, especies relativamente comunes en otras áreas adyacentes, la importancia de Sierra Tejeda no llega a ser del mismo nivel que en el caso del sapo partero. No obstante, hay que destacar a Pelobates cultripes e Hyla meridionalis como especies poco comunes a nivel regional y que en Sierra Tejeda presentan importantes efectivos.
En Sierra Tejeda se detectan problemas de conservación pues el mantenimiento de las poblaciones de Alytes dickhilleni en la zona depende en buena medida de las estructuras de aprovechamiento del agua construidas por el hombre, y que el sapo partero utiliza para su reproducción. Los tipos de recipientes más utilizados son las fuentes, los pilares y las albercas. Los principales problemas de conservación se concentran en los dos últimos, frecuentes en las zonas medias y bajas de la sierra, y en los que el mantenimiento de un mínimo volumen de agua resulta vital para el sapo partero, ya que su reproducción se prolonga durante gran parte del año. Los cambios producidos en los últimos años en cuanto al uso del agua por las poblaciones de la sierra, han traído consigo el desvío del agua y la inutilización de una parte de las albercas. El área de Sierra Tejeda presenta una gran importancia para Alytes dickhilleni ya que sus poblaciones son aún relativamente abundantes comparado con otras sierras penibéticas. 

### Reptiles

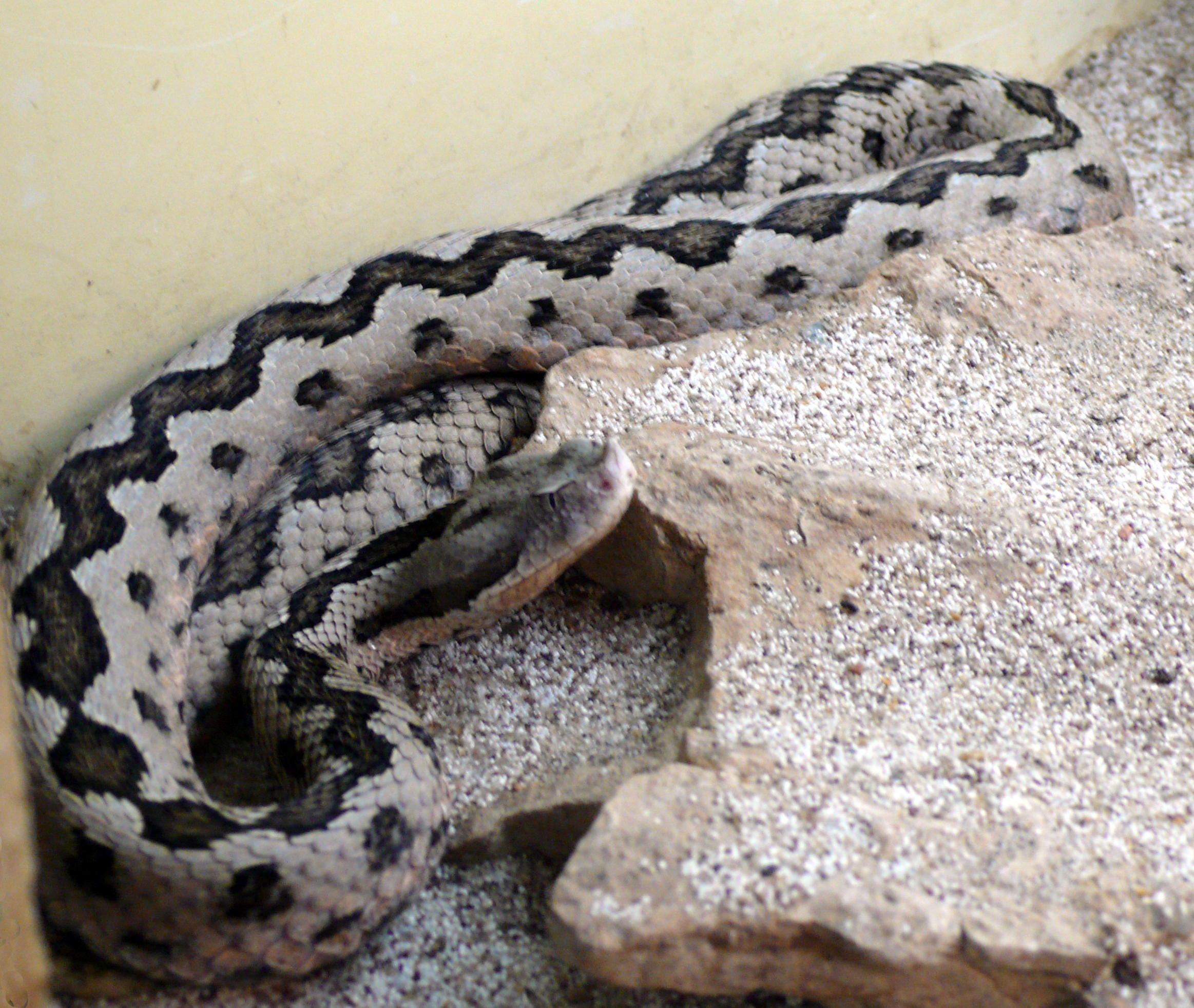
víbora hocicuda (Vipera latasti)

En cuanto a los reptiles, Psammodromus algirus y Malpolon monspessulaus presentan la mayor abundancia de poblaciones en la zona, siendo junto a otra culebra, Elaphe scalaris las tres especies consideradas ubicuas, siendo catalogadas la mayor parte del resto como escasas. Cabe destacar el notable declive que han sufrido las poblaciones de Vipera latasti la en Sierra de Tejeda producidas por la presión ejercida por el hombre. La sierra de Tejeda es un área importante para Vipera latasti, ya que, sin ser muy abundante en la zona, el número de efectivos de sus poblaciones es superior al de áreas próximas.
Tres especies presentan poblaciones concentradas y son Acanthodactylus erythurus, Psammodromus hispanicus y Colude hippocrepis, mientras que el resto las presenta dispersas.
Solamente para Vipera latasti, se considera el área muy importante, mientras que para el resto de reptiles la sierra alcanza un grado de importancia variable en función de la frecuencia y densidad de sus poblaciones. Para Acanthodactylus erythurus, Podarcis hispánica y Psammodromus los datos acumulados indican que la Sierra de Tejeda es importante como hábitat.